# Gerloc
Gerloc (Geirlaug, overleden na 969) was de dochter van Rollo, jarl van de Noormannen en de graaf van Rouen, en Poppa van Bayeux, en dus de zus van graaf Willem Langzwaard uit de familie van de Rolloniden. Haar geboortenaam Gerloc werd bij haar doop in 912 in Adela veranderd, in de literatuur wordt dan ook vaak de dubbele naam Gerloc-Adela gebruikt. In 935 trouwde zij met Willem Vlashoofd (- 3 april 963) uit de familie van Ranulfiden, vanaf 934 graaf van Poitou en vanaf 959/962 hertog van Aquitaine.
Op 14 oktober 962 schonk koning Lotharius van Frankrijk haar het recht om zelf over haar bezittingen in Poitou te beschikken, waarmee hij een langlopend geschil tussen haar man en de Robertijnen beëindigde. Met hulp van deze bezittingen stichtte ze de abdij van la Sainte-Trinité in Poitiers.
Gerloc-Adela en Willem hadden twee kinderen:
- Willem met de IJzeren Arm (* 937; † 995/996), graaf van Poitou, hertog van Aquitanië
- Adelheid (vermoedelijk 950 - 15 juni 1006); ∞ omstreeks de zomer van 968 Hugo Capet (- 996), vanaf 987 koning van Frankrijk